# Friedrich Maier (Politiker)
Friedrich Maier (* 29. Dezember 1894 in Karlsruhe; † 14. Dezember 1960 in Freiburg im Breisgau) war ein deutscher Politiker der SPD. Als Mitglied des Parlamentarischen Rates war er einer der „Väter“ des Grundgesetzes.

## Leben und Beruf
Nach dem Besuch der Oberrealschule absolvierte Maier das Lehrerseminar und wurde Volksschullehrer in Mannheim und später in Gengenbach. Er nahm ab 1914 am Ersten Weltkrieg teil. Nach dem Krieg wurde er von 1919 bis 1938 Volks- und Hauptschullehrer in Mannheim. Er trat 1920 in die SPD ein und wurde Mitglied in der Sozialistischen Arbeiterjugend und Kreisjugendleiter des Arbeiter-Sport- und Turnerbunds sowie Vorstandsmitglied der Arbeitsgemeinschaft sozialdemokratischer Lehrer. Nebenberuflich betätigte sich Maier als freier Journalist bei den Zeitungen Mannheimer Volksstimme und Neue Badische Landeszeitung.
Nach der nationalsozialistischen Machtergreifung wurde er mehrfach drangsaliert und 1937 von der NS-Kreisleitung Mannheim als „politisch unzuverlässig“ eingestuft. 1938 erfolgte die Versetzung von Mannheim an die Volksschule in Gengenbach bei Offenburg, wo er 1947 zum Schulrektor ernannt wurde. 1939 wurde er zum Kriegsdienst verpflichtet.

### Karriere nach dem Zweiten Weltkrieg
Nach dem Zweiten Weltkrieg gründete Friedrich Maier den Gengenbacher Ortsverein der Sozialdemokratischen Partei.
Maier war 1946 Mitglied der verfassunggebenden badischen Landesversammlung und anschließend von 1947 bis 1951 Landtagsabgeordneter in Baden. 1948/49 war er der einzige Vertreter der badischen SPD im Parlamentarischen Rat.
1947 wechselte er als Ministerialrat in das Innenministerium des Landes Baden.
Dem Deutschen Bundestag gehörte er als stets über die SPD-Landesliste gewählter Abgeordneter seit dessen erster Wahl 1949 bis zu seinem Tode 1960 an. 1949 bis 1957 war er Vorsitzender des Bundestagsausschusses für Angelegenheiten der inneren Verwaltung, ab 1957 des Innenausschusses, im Jahre 1953 auch des Wahlrechtsausschusses.
In den 1950er Jahren war er zeitweise stellvertretender Landesvorsitzender der badischen SPD.
Von 1953 bis zu seinem Tode leitete er den Arbeitskreis Innenpolitik der SPD-Fraktion.

## Ämter und Mitgliedschaften
Seit 1924 war er ein Mitglied im Bund der Freimaurer und bekleidete dort das Amt des Meister vom Stuhl. Seit 1949 gehörte er dem Deutschen Rat der Europäischen Bewegung an.